# Euphyia wendlandi
Euphyia wendlandi är en fjärilsart som beskrevs av Fuchs 1900. Euphyia wendlandi ingår i släktet Euphyia och familjen mätare. Inga underarter finns listade i Catalogue of Life.